# 硬叶绿春悬钩子
硬叶绿春悬钩子（学名：Rubus luchunensis var. coriaceus）为蔷薇科悬钩子属下的一个变种。

## 扩展阅读
- 維基物種上的相關：硬叶绿春悬钩子